# Raport z północy
Raport z północy – książka autorstwa Andrzeja Pilipiuka wydana nakładem wydawnictwa Fabryka Słów 1 grudnia 2017 roku. Utrzymana jest w stylistyce powieści historycznej, podróżniczej oraz autobiograficznej.  

## Fabuła
Książka opowiada o osobistych przeżyciach autora podczas jego podróży po Skandynawii. Porusza w nich fakty o takich postaciach jak Astrid Lindgren, Selma Lagerlof czy Knut Hamsun i Fridtjof Nansen.
We wstępie autor tak opisał swoją książkę: „Podjąłem walkę, by nie dać się wdeptać w błoto. By się uratować. By się odegrać. By żyć po swojemu, a nie tak jak nam wymyślono. Moje podróże po Skandynawii to część tego planu. I ta książka jest pełna moich obsesji. To jest książka napisana przez wkurzonego niewolnika, który zdołał zerwać się z łańcucha. To, o czym marzyłem, będąc nastolatkiem, spełniło się. Jestem pisarzem. Żyję w wolnym świecie otwartych granic w którym z samolotu korzysta się jak z PKS-u. Żegluję jachtem przez fiordy, czasem nawet stoję za sterem. Piszę książkę na laptopie. Nastąpiło dopełnienie. Ostatni kawałek rozsypanej układanki wskoczył na swoje miejsce”. 

## Odbiór
Książka zebrała mieszane recenzje. Strona valkiria.net wyraziła pozytywną, zaś serwis notatnikkulturalny.pl zdecydowanie negatywną. 